# Bristol Jupiter Fighter
Bristol Type 76 Jupiter Fighter và Type 89 Trainer là một loại máy bay bắt nguồn từ loại máy bay tiêm kích F.2 Fighter của Anh trong Chiến tranh thế giới I.

## Biến thể
Type 76
Type 76B
Type 76A
Type 89
Type 89A

## Quốc gia sử dụng
Thụy Điển
- Không quân Thụy Điển

 Anh Quốc

## Tính năng kỹ chiến thuật (Type 89)
Dữ liệu lấy từ British Civil Aircraft since 1919 Volume 1 
Đặc điểm tổng quát
- Kíp lái: 2
- Chiều dài: 25 ft 0 in (7,62 m)
- Sải cánh: 39 ft 3 in (11,97 m)
- Chiều cao: 9 ft 0 in (2,74 m)
- Diện tích cánh: 405 ft² (37,6 m²)
- Trọng lượng rỗng: 2.326 lb (1.057 kg)
- Trọng lượng có tải: 3.250 lb (1.477 kg)
- Động cơ: 1 × Bristol Jupiter IV, 320 hp (239 kW)

 Hiệu suất bay 
- Vận tốc cực đại: 96 kn (110 mph, 177 km/h)
- Vận tốc hành trình: 82 kn (94 mph, 151 km/h)
- Tầm bay: 296 nmi (340 mi, 580 km)
- Trần bay: 22.150 ft [2] (6.750 m)
- Tải trên cánh: 8,02 lb/ft² (39,3 kg/m²)
- Công suất/trọng lượng: 0,098 hp/lb (0,16 kW/kg)